# Teignmouth

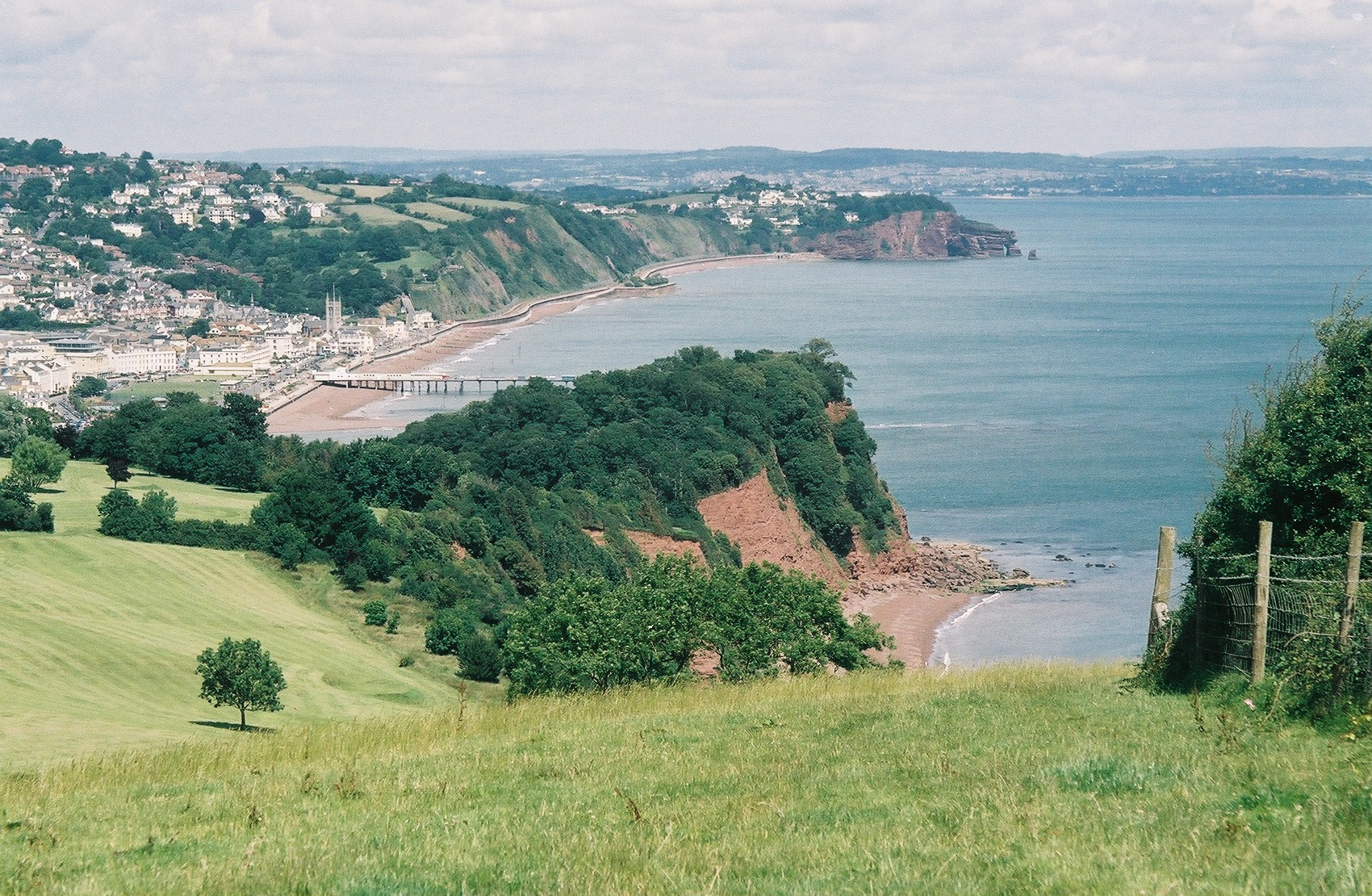
Teignmouth acima do Ness

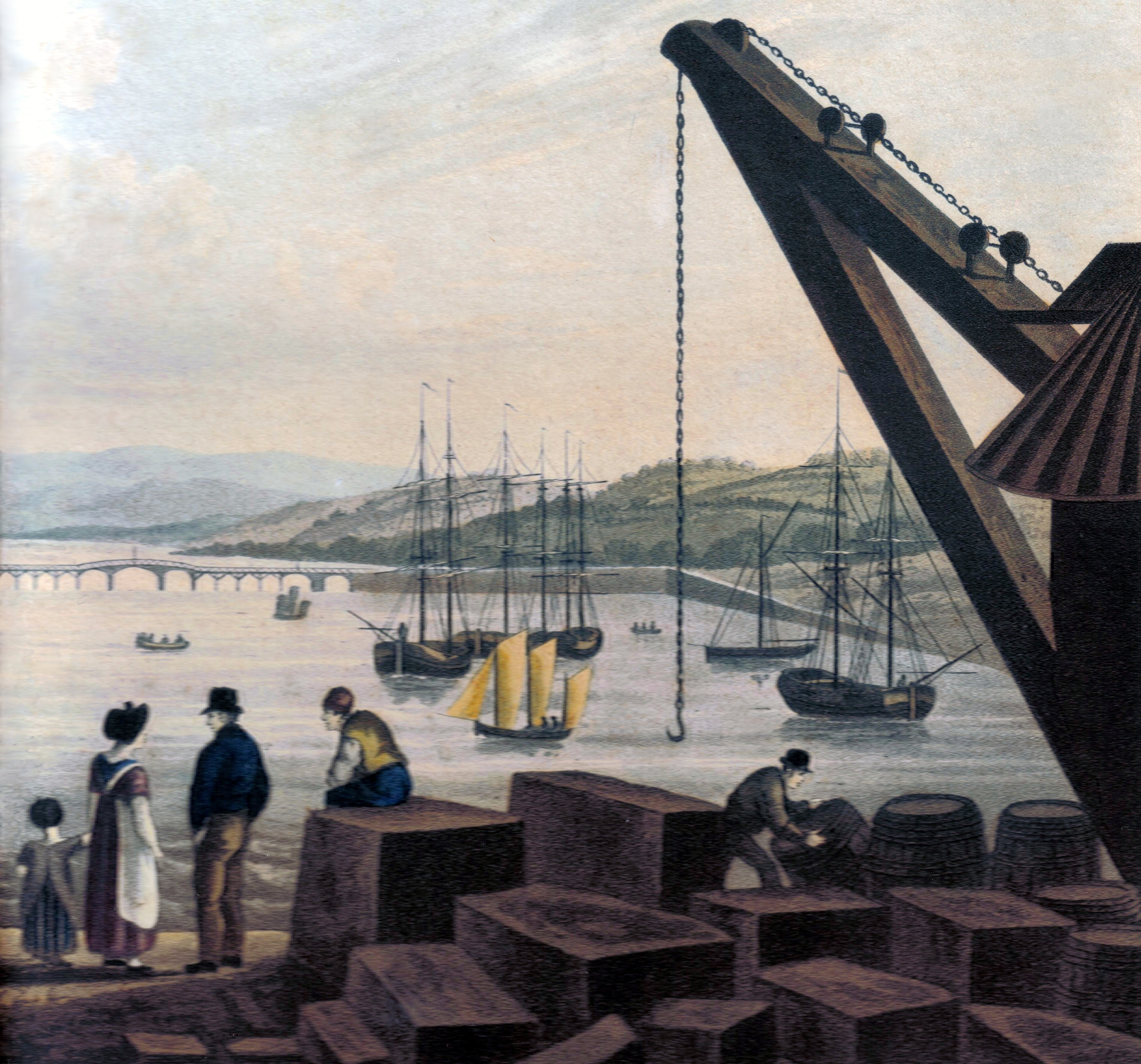
O novo cais em Teignmouth, em 1827, com um guindaste de grande porte e blocos de granito cortado pronto para o transbordo.

Teignmouth é uma pequena cidade do distrito de Teignbridge, condado de Devon (ou Devonshire, nome menos utilizado e não oficial), Inglaterra. Sua população atual é de 14 413. Em 1690, foi o último lugar no país a ser invadido por uma nação estrangeira. A cidade cresceu a partir do século XVII pela pesca e atividades associadas a ela. Hoje, o turismo é muito importante, sendo uma das cidades litorâneas mais visitadas do Reino Unido.
Desta pequena cidade da Inglaterra veio a banda Muse.